# Big Hit Music
Big Hit Music (hangul: 빅히트 뮤직, wcześniej Big Hit Entertainment) – południowokoreańska firma rozrywkowa założona 1 lutego 2005 roku przez Bang Si-hyuka. Jest to spółka zależna Hybe. 31 marca 2021 roku firma zmieniła nazwę z Big Hit Entertainment na Big Hit Music.

## Artyści

Logo Big Hit Entertainment (2005–2021)

| - BTS - TXT - Lee Hyun - RM - Agust D - J-Hope - Jimin - Jin - V - Jungkook - "Hitman" Bang - Slow Rabbit - Adora - Pdogg - Supreme Boi - Docskim - Ghstloop - El Capitxn - Hiss Noise - Suga - RM - J-Hope |

## Byli artyści
- K.Will (2006–2007)
- 2AM (2010–2014)
- 8Eight (2007–2014, współzarządzany przez Source Music)
- GLAM (2012–2015, współzarządzany przez Source Music)
- Lim Jeong-hee (2012–2015)
- Homme (2010–2018)
  - Changmin (2010–2014; 2015–2018)